# История Найроби

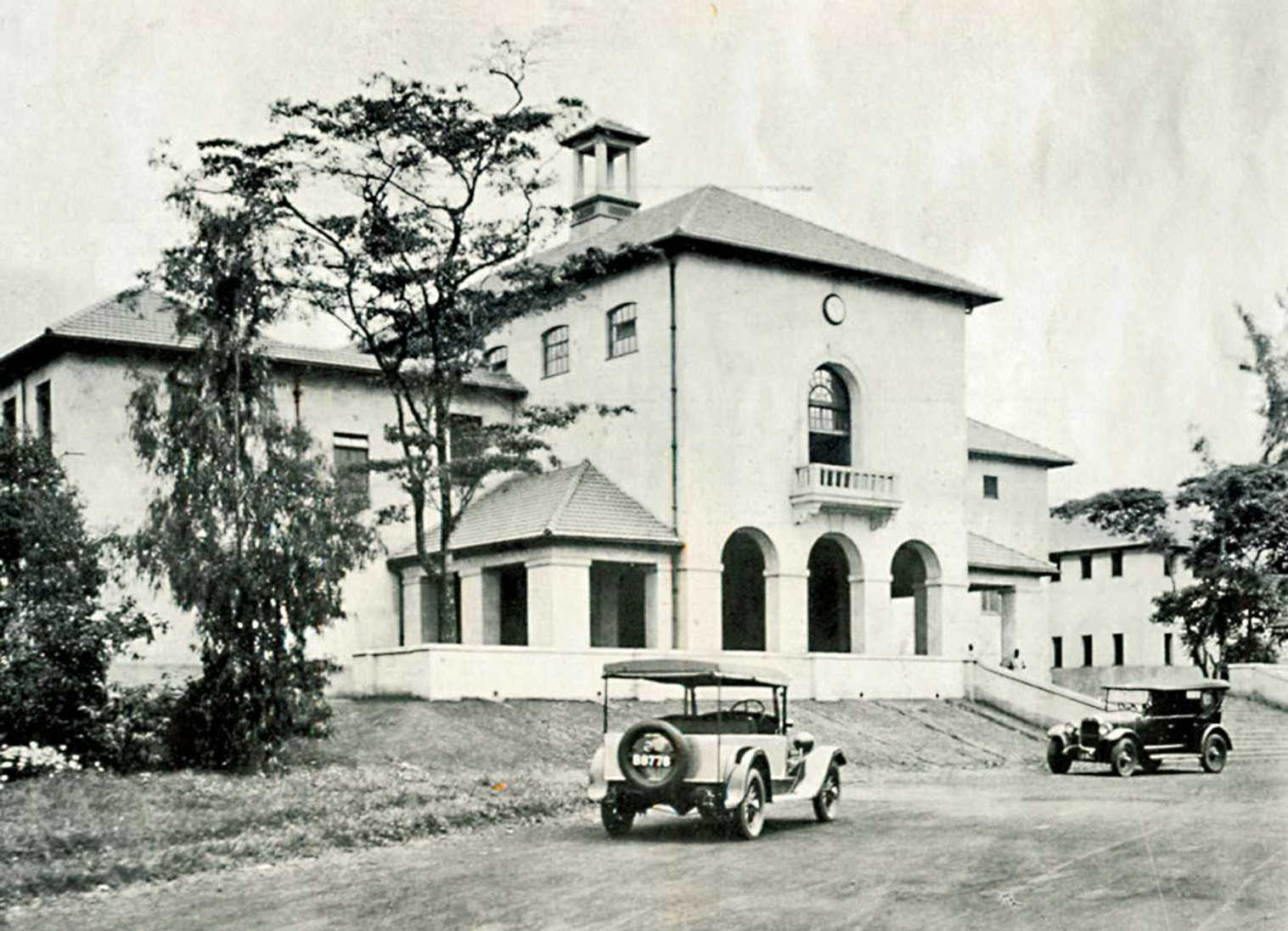
Школа для европейцев в Найроби. 1920-е годы.

История Найроби — история территории, на которой впоследствии расположилась столица Кении Найроби, и самого города после его основания до наших дней.
Первоначально на территории современного Найроби располагалось болото, в районе которого проживали масаи, занимавшиеся разведением домашних животных, а также сельским хозяйством. Впоследствии, после сооружения железнодорожной станции в 1899 году, их вытеснили с занятых ими земель. Количество зданий, в котором проживал обслуживающий персонал железной дороги, а также простой люд, стремительно увеличивалось, в результате чего Найроби превратился в крупнейший населённый пункт Кении, а затем ему был присвоен статус её столицы. Наименование «Найроби» восходит к масайскому выражению «Enkare Nyorobi», в переводе означающему «место холодных вод». Однако широкое распространение получило другое название — «Зелёный город на солнце».

## Колониальный период

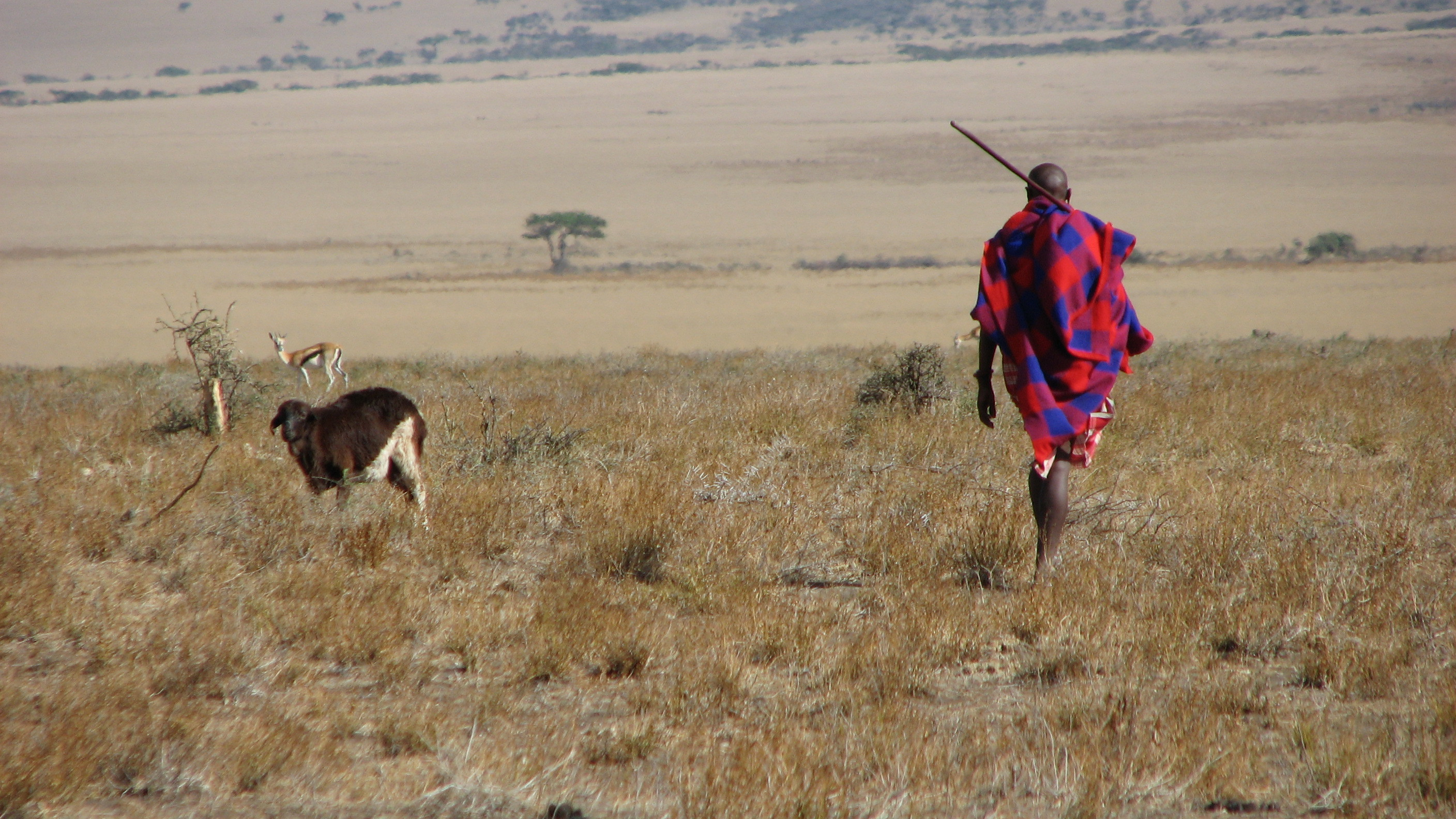
Мужчина из племени масаи.

В период существования Британской Восточной Африки на территории Найроби существовало болото, в районе которого проживало племя масаи, занимавшееся пастьбой. Однако в конце XIX века представители английского колониального правительства приняли решение о проведении железнодорожной линии, долженствовавшей установить сообщение между Момбасой и Кисуму, а также пройти в районе береговой части озера Виктория с целью прекращения изоляции Восточной Африки и установления торговли в регионе, покровительства лицам, проживавшим в поселениях, основанных колонизаторами. Масаи были вынуждены передать земли, на которых они проживали, в пользование фермерам-европейцам.
В 1896 году британцы приступили к сооружению железной дороги. В 1899 году на территории, на которой проживали представители племени масаи, железнодорожники построили рабочий посёлок Угандийской железной дороги и продовольственный склад. В скором времени в здании склада расположились представители органов, ответственных за состояние железной дороги. В районе станции образовался небольшой город, получивший наименование «Найроби» в честь располагавшегося недалеко водопоя, именовавшегося на масайском языке «Ewaso Nyirobi», что в переводе означает «место холодных вод». Необходимость образования населённого пункта на данной территории обуславливалась расположением Найроби на полпути из Момбасы в Кампалу, а также наличием в районе города ряда рек, снабжавших железнодорожников водой. Благодаря употреблению холодной, освежающей воды в различных отраслях сельского хозяйства жизнь обслуживающего персонала железной дороги протекала в довольно комфортных условиях. К тому же на высоте над уровнем моря, равная 1661 м, на которой располагается город, температуры достигали очень низких показателей, при которых возможность существования москитов-разносчиков вируса малярии исключалась.

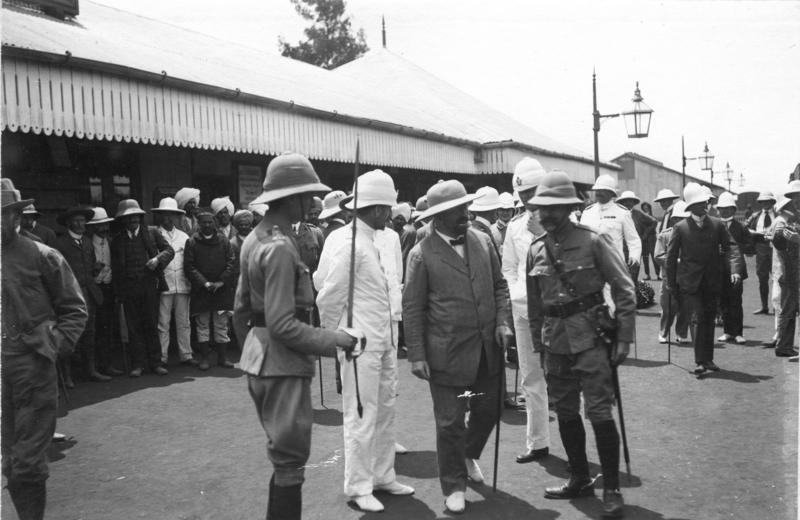
Германский политик Бернард Дернбург в Найроби во время путешествия по Восточной Африке. 1907 год.

В начале XX века Найроби пришлось отстраивать заново в связи с прошедшей недавно эпидемией бубонной чумы и пожаром, разрушившим город до основания. К 1905 году Найроби превратился в центр торговли; статус столицы Британской Восточной Африки, ранее принадлежавший Момбасе, был присвоен городу. Территория города за короткие сроки увеличилась во много раз, количество административных функций росло, популярность Найроби в сфере туризма неуклонно повышалась, главным образом в связи с возможностью добычи крупной дичи. Приступив к колонизации региона, британцы первым делом основали Найроби, из-за чего представители правительства колонии выступили с инициативой постройки ряда крупных отелей, предназначавшихся для туристов английского происхождения и охотников, занимавшихся поимкой дичи крупных размеров, что и реализовали.
В период вхождения Найроби в состав Британской Восточной Африки Найроби продолжал увеличиваться в размерах. Окрестности города в основном заселили британцы. Рост города на юг вызвал огромное негодование со стороны масаев, проживавших на данной территории, а также представителей народа кикуйю, считавших земли по праву принадлежавшими им. В 1919 году городу был присвоен статус муниципалитета.
В феврале 1926 года в Найроби побывал путешественник Эрик Даттон, в том же году покоривший вершину горы Кения. Даттон отметил стремительный рост города, посчитав, что огромный потенциал Найроби в плане его развития в дальнейшем только лишь возрастёт. По мнению Даттона, Найроби должен был стать городом мощёных дорог, благоустроенных аллей и парков, потрясающих своим величием соборов, музеев, картинных галерей, театров и бизнес-центров. Он считал, что Найроби превратился в город, от которого нельзя будет отвести глаз, несмотря на его предостережение, связанное с необходимостью потратить огромное количество средств на реализацию строительства зданий, а затем лишь создавать масштабный план коммуны и не допустить становления Найроби «уродливым объектом, недостойным посещения королевой в случае пребывания её на такой дивной земле».

### Волнения
В 1915 году по решению правительства колонии был принят закон о ограничении прав негров на земельную собственность. Произошло увеличение в размере налогов, сокращение зарплат рабочих. Под давлением властей неграм пришлось завести идентификационные карты. В 1921 году политик Гарри Туку основал ассоциацию молодёжи кикуйю и при поддержке населения организовал акции протеста против колонизаторов. 14 марта 1922 года его арестовали. Узнав об этом, на улицы Найроби высыпали тысячи африканцев, принявшие участие во всеобщей забастовке. Представители органов правопорядка произвели выстрелы из огнестрельного оружия по 56 бастовавшим, 25 из которых скончались. Вести о резне быстро разнеслись по всему миру и произвела шокирующее впечатление на жителей планеты, в том числе и на британцев. Несмотря на отправку Туку в ссылку на территорию отдалённого оазиса в пустыню, протестам не был положен конец, однако произошло ужесточение колониального режима в Британской Восточной Африке.
После окончания Второй мировой войны разногласия между населением и правительством вылились в восстание мау-мау. Проживавший в небольшой деревеньке, в Найроби прибыл ставший в будущем первым президентом Кении Джомо Кениата, в дальнейшем вступивший в Центральную Ассоциацию Кикуйю. В течение трёх лет он исполнял обязанности её генерального секретаря, затем он был назначен первым премьер-министром Кении, а потом первым президентом государства. Давление со стороны местного населения на представителей власти в колонии привело к предоставлению ей независимости Великобританией в 1963 году. Найроби был присвоен статус столицы новообразованной республики.
В 1946 году британцы основали первый национальный парк в Восточной Африке, Найроби, на территории которого ранее производилась охота на крупных животных. По состоянию на 2008 год продолжал оставаться единственным в своём роде охотничьим заказником в мире, расположенном в районе столицы государства.

## Период независимости

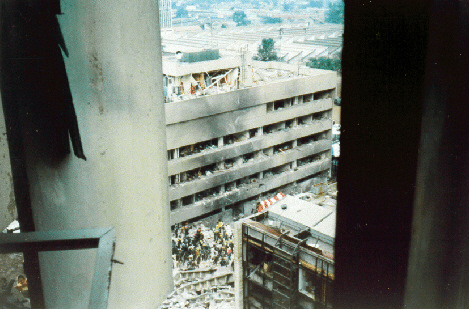
Фотография посольства США в Найроби, выполненная после взрыва в 1998 году.

После предоставления независимости Великобританией Кении Найроби продолжал стремительно развиваться. Огромное внимание начало уделяться росту инфраструктуры. Участились случаи отключения электроэнергии и нехватки воды несмотря на то, что ещё пару лет назад благодаря нахождению градостроительства на достойном уровне удалось ликвидировать данные проблемы.
В 1975 году в Найроби проходила 5-я ассамблея Всемирного совета церквей.
7 августа 1998 года членами международной террористической организации «Аль-Каида» был произведён взрыв посольства Соединённых Штатов Америки в Найроби. В ходе террористического акта погибли более 2 тыс. гражданских лиц и 213 человек, находившихся в районе здания посольства, получили ранения более 5 тыс. человек. Результаты взрыва были ошеломляющие: здание посольства было практически полностью уничтожено, приблизительно 40 зданиям был нанесён огромный урон. Произошёл обвал семиэтажного здания, погибли по меньшей мере около 60 человек.

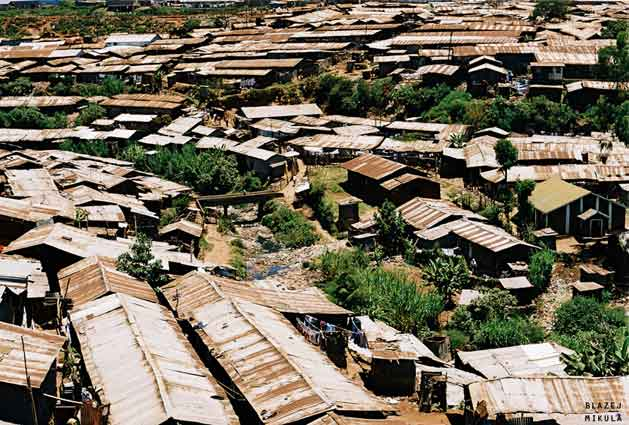
Трущобы в Найроби.

В связи с не прекращающимся развитием Найроби приходится организовывать особо охраняемые природные территории (к примеру, национальный парк Найроби). Необходимость, связанная с сооружением жилищ для увеличивающегося в численности населения, ведёт к заселению территорий, лежащих на маршрутах, по которым происходит миграция крупных животных.
После окончания президентских выборов в Кении в 2007 году, считавшихся сфальсифицированными, в Найроби прошёл ряд антиправительственных выступлений с применением силы. В трущобах Матаре, Кукуйю и Луо членами банд было сожжено более 100 домов.
21 сентября 2013 года сомалистской военизированной группировкой Харакат аш-Шабаб был произведён теракт в торговом центре «Westgate», располагающемся в районе Westlands, в результате которого были убиты по меньшей мере 68 человек.